# Tomasz Kuszczak
Tomasz Mirosław Kuszczak (Krosno Odrzańskie, 1982. március 20. –) lengyel válogatott kapus, aki 2015-től a Birmingham City játékosa.

## Pályafutása

### Hertha BSC
Kuszczak 2000-ben igazolt a Hertha Berlinhez, egy évet töltött a tartalékcsapatban, mielőtt bekerült volna az első csapat keretébe. Harmadik számú kapus volt Király Gábor és Christian Fiedler mögött. A Bundesligában egy mérkőzésen sem kapott lehetőséget. 2004 nyarán lejárt a szerződése a berliniekkel.

### West Bromwich Albion
2004. július 14-én ingyen leigazolta a West Bromwich Albion. Szeptember 18-án, egy 1–1-gyel végződő, Fulham elleni bajnokin debütált a birminghamieknél. Három nappal később, a Colchester United elleni Ligakupa-találkozón is ő védett, csapata 2–1-re kikapott. A 2004–05-ös szezon végén, egy Manchester United elleni mérkőzésen csereként állt be az első félidőben megsérült Russel Hoult ellen. Kiemelkedően teljesített, és csapata kiharcolt egy döntetlent. Az idény utolsó meccsén is ő védte a WBA kapuját, 2–0-ra legyőzték a Portsmouth-t, amivel kiharcolták a bennmaradást.
A következő évadot második számú kapusként kezdte Chris Kirkland mögött. Kirkland időközben megsérült, Kuszczak pedig olyan jól védett, hogy megőrizte helyét a kapuban. 2006. január 15-én hatalmasat védett a Wigan Athletic ellen, ezzel nagyban hozzájárulva csapata 1–0-s győzelméhez. A BBC később az "Év védésének" is megválasztotta a megmozdulást.
A Manchester United 2006 nyarán megpróbálta leigazolni, de a West Brom visszautasította az ajánlataikat. A két csapat végül abban egyezett meg, hogy Kuszczak a 2006–07-es szezont kölcsönben a Vörös Ördögöknél tölti, akik cserében odaadják Luke Steele-t és Paul McShane-t.

### Manchester United
Kuszczak 2006. szeptember 17-én, egy Arsenal elleni rangadón mutatkozott be a Manchester Unitedben. A találkozó során kivédte Gilberto Silva büntetőjét, végül mégis az Ágyúsok győztek Emmanuel Adebayor góljával. Bár nem játszott elég meccsen a szezon során, végül ő is megkapta a Premier League bajnoki aranyérmét. 2007. július 2-án a Manchester United bejelentette, hogy 2,125 millió fontért véglegesítette a szerződését.
A 2007–08-as szezonban Edwin van der Sar jó formája és Ben Foster térdsérülése miatt ő lett a United második számú kapusa. A Portsmouth elleni FA Kupa-meccsen piros lapot kapott, amiért a tizenhatoson belül buktatta Milan Barošt. Az esetet követő tizenegyesgóllal kikaptak a manchesteriek.
2008 szeptemberében egy 2012-ig szóló szerződést írt alá a csapattal, de azóta már Ben Foster is elé került a ranglétrán, így elképzelhető, hogy olyan klubot keres magának, ahol több játéklehetőséget kap.

## Válogatott
Kuszczak 2003. december 11-én, Málta ellen mutatkozott be a lengyel válogatottban. A West Bromwich Albionban nyújtott jó teljesítménye miatt bekerült a 2006-os vb-re utazó keretbe. Sokan valószínűnek tartották, hogy ő fogja védeni a lengyelek kapuját a tornán, de egy Kolumbia elleni bemelegítő mérkőzésen egészpályás gólt kapott a másik kapustól, Luis Martineztől. A világbajnokságon végig Artur Boruc védett.
2008 májusában az Eb-keretbe is bekerült, de egy hátsérülés miatt mégsem vehetett részt a tornán. Wojciech Kowalewskit hívták be helyette.

## Sikerei, díjai

### Hertha BSC
- DFB-Ligapokal-győztes: 2001, 2002

### Manchester United
- Angol bajnok: 2006/07, 2007/08
- Ligakupa-győztes: 2009
- FA Community Shield-győztes: 2007, 2008
- Bajnokok Ligája-győztes: 2008
- FIFA-klubvilágbajnok: 2008

## Külső hivatkozások
- Tomasz Kuszczak (lengyel nyelven). 90minut.pl
- Tomasz Kuszczak (angol nyelven). worldfootball.net
- Tomasz Kuszczak (angol nyelven). national-football-teams.com